# TortoiseHg
TortoiseHg とは、Microsoft Windows(Windows Explorer とダイレクトに統合)、Mac OS、Linux等で実行可能なMercurialのGUIフロントエンドである。
PyQt(Windows シェル拡張を除く)で記述されている。
Microsoft WindowsでMercurialを使用する場合に推奨されている。
GNU General Public Licenseの下でリリースされた自由ソフトウェアである。
TortoiseHg は、Gitサーバのクライアントとして使用可能である。
2020年6月、TortoiseHg はBitbucketがMercurialプロジェクトのホスティングを停止したため、heptapodに移行された。

## 機能
- リポジトリエクスプローラー
- コミットダイアログ
- 視覚的なDiff/マージ・ツールのサポート
- リポジトリコンテンツのデータマイニング
- Webインターフェースを介してMercurialリポジトリをシームレスに提供
- リポジトリ同期
- Mercurial設定管理のための直感的GUI

## 参考
- TortoiseCVS - Microsoft Windowsプラットフォーム用CVSクライアント
- TortoiseSVN - Microsoft Windowsプラットフォーム用Subversionクライアント
- TortoiseGit - Microsoft Windowsプラットフォーム用Gitクライアント
- TortoiseBzr - Bazaarで使用する同様のツール